# Реданский, Владимир Георгиевич
Влади́мир Гео́ргиевич Реданский (4 июня 1924 года, Ленинград — 5 апреля 2019 года, Москва) — советский и российский военный журналист и историк флота, капитан 1-го ранга (1972) в отставке.
Действительный член Русского географического общества (1963), член Союза журналистов СССР (1977), профессор Российской академии естественных наук, действительный член академии вольного казачества

## Биография
Во время Великой Отечественный войны остался в блокированном Ленинграде, где в апреле 1942 года добровольцем ушёл в армию. Окончив курсы радистов при военно-морской школе № 2 разведотдела Балтийского флота, воевал в партизанском отряде в качестве радиста; затем в 1942—1945 годах — строевой учебного корабля «Комсомолец».
После войны окончил среднюю школу, Ленинградский государственный университет (1953, заочно) и Военно-морское политическое училище имени А. А. Жданова (1957, экстерном).
С 1948 года служил политработником сначала на Балтийском, а затем на Северном флоте: инструктор политотдела военно-морского училища, политработник в частях Строительного управления Ленинградской военно-морской базы, зам. командира роты 1-го Балтийского высшего военно-морского инженерного училища, пропагандист политотдела Военно-морского строительного технического училища (впоследствии Пушкинское военно-строительное училище), с 1959 года — старший инструктор политотдела экспедиции особого назначения Северного флота, с 1963 года — старший инструктор отдела пропаганды и агитации политуправления Северного флота.
С апреля 1971 года — начальник отдела истории, критики и библиографии редакции журнала «Морской сборник». В 1984 году уволен в запас. В 1985—1985 годах — пропагандист Московского городского бюро по туризму. В 1986—2006 годах — старший научный сотрудник Института военной истории Министерства обороны.
Участник экспедиций по переводу кораблей Северным морским путём. В 1982 году участвовал в переходе на атомной подводной лодке подо льдами по маршруту Камчатка — Заполярье.

## Книги
Автор 23 книг и многочисленных статей по истории подводного флота, истории боевых действий в Заполярье и истории освоения Арктики.
- Реданский В. Г. Их имена на карте Арктики (К истории участия врачей в полярных экспедициях). — Североморск: издательство Североморского отдела Географического общества СССР, 1968. — 41 с.
- Реданский В. Г. Арктики рядовой. — Мурманск: Мурманское книжное издательство, 1971. — 210 с.
- Реданский В. Г. Всплыть в полынье. — Мурманск, 1977

В книге из-за запрета военной цензуры отсутствуют многие данные, в том числе полностью — о походах после 1966 года.
- Реданский В. Г. Курсами полярных мореходов. Спутник моряка. — Мурманск, 1982. — 160 с., иллюстрации
- Под флагом России: История зарождения и развития морского торгового флота / Пузырёв В. П. (руководитель), Басов А. В., Березовский Н. Ю., Реданский В. Г., Скугарев В. Д.. — М.: «Согласие», 1995. — 568 с. — ISBN 5-86884-033-X.
- Реданский В. Г. Во льдах и подо льдами. Тайные операции подводных флотов. — М.: «Вече 2000», 2004. — 480 с. — (Противостояние). — ISBN 5-9533-0192-8.
- Усенко Н. В., Котов П. Г. (указаны на обложке), Реданский В. Г., Куличков В. К. Как создавался атомный подводный флот Советского Союза. — М., СПб.: АСТ, «Полигон», 2004. — 544 с. — (Военно-историческая библиотека). — ISBN 5-17-025848-8, ISBN 5-89173-274-2.
- Дуров Н. С., Реданский В. Г., Сидоров В. И. Российские имена на карте мирового океана. — М.: Российский государственный военный историко-культурный центр при Правительстве РФ, 2009. — 207 с. — ISBN 978-5-91146-307-6

## Награды
- Орден «За службу Родине в Вооружённых Силах СССР» III степени (1981)
- Медаль «За оборону Ленинграда» (27 июля 1943)[2]
- Медаль «За победу над Германией в Великой Отечественной войне 1941—1945 гг.» (14 сентября 1945)[3]
- юбилейные награды
- Нагрудный знак «Почётному полярнику» (1961)
- нагрудный знак «Заслуженный писатель Московии» (международная ассоциация литературы. культуры и искусства — МАЛКИ) (2017)